# Passionalità
Passionalità è un album in studio del cantautore italiano Mario Lavezzi, pubblicato nel 2004.

## Tracce
1. Passionalità (con Veronica Piris)
2. Dolcissima (con Marcella Bella)
3. In alto mare (con Loredana Bertè)
4. Le tue ali (con Anna Oxa)
5. Dammi di più (con i ragazzi di Amici di Maria De Filippi)
6. Le tre verità (con Loredana Bertè e Fausto Leali)
7. Momento delicato (con Fiorella Mannoia)
8. Noi le donne noi (con Ornella Vanoni)
9. Senza catene (con Ivana Spagna)
10. Insieme a te (con Ornella Vanoni)
11. Una vita normale (con Giulia Fasolino)
12. Se rinasco (con Loredana Bertè e Fiorella Mannoia)

## Formazione
- Mario Lavezzi – voce, chitarra
- Giorgio Secco – chitarra acustica, chitarra elettrica
- Cesare Chiodo – basso
- Alfredo Golino – batteria
- Nicolò Fragile – tastiera, programmazione, pianoforte
- Roberto Baldi – tastiera, programmazione, pianoforte
- Michele Ranauro – tastiera, programmazione, pianoforte
- Roberta Granà, Antonio Galbiati, Tiziana Varisco – cori